# Iosif Șklovski
Iosif Samuilovici Șklovski (în rusă Иосиф Самуилович Шкловский; n. 18 iunie/1 iulie 1916, Hluhiv, Cernigov⁠(d), Imperiul Rus – d. 3 martie 1985, Moscova, RSFS Rusă, URSS) a fost un astronom și astrofizician sovietic, unul din fondatorii radioastronomiei, renumit pentru munca sa în astrofizica teoretică. A fost membru corespondent al Academiei Sovietice de Științe din 1966.
A câștigat Premiul Lenin în 1960 și Medalia Bruce în 1972. Asteroidul 2849 Shklovskij este numit în onoarea sa.
În 1966, împreună cu Carl Sagan a scris o carte despre Teoria astronautului antic, numită Viața inteligentă în Univers (Intelligent Life in the Universe).

#### Creația științifică
Iosif Șklovski este cunoscut pentru studiile asupra evoluției stelelor și sistemelor planetare, pe care ar fi putut să apară viață. Înteresul pentru această problemă este în strânsă corelație cu teoria probabilităților. Frank D. Drake a dat o formulă pentru probabilitatea apariției vieții raționale în Univers, cunoscută ca formula lui Drake. Iosif Șklovski a studiat posibilitatzea apariției unor stele în numărul extrem de mare de galaxii din Univers, propice pentru apariția unor sisteme planetare. Dar, și dintre acestea nu toate sunt bune pentru apariția celor mai simple forme biologice. Dintre cele mai simple forme biologice nu toate vor evolua în forme mai complexe, în vetrtebrate, copitate, mamifere. Și dintre acestea nu toate vor da naștere unor ființe raționale. Șklovski estimează, că viața poate apare în Universul, în care locuim, doar pe Pâmînt, adică, apariția vieții pe Pâmînt este un fenomen unic în întreg Universul, ceea ce are unele conotații religioase.

#### Discipoli
- Nikolai Cardașov

## Cărți publicate
- 1960 Cosmic Radio Waves, Cambridge, Harvard University Press
- 1962 Вселенная, жизнь, разум (Universul, Viața, Inteligența), Moscova, Academia sovietică
  - cu Carl Sagan, prima apărută în 1966: Intelligent Life in the Universe, o ediție revizuită a apărut în 1998 la Emerson-Adams Press (ISBN 1-892803-02-X)
- 1965 Physics of the Solar Corona, Pergamon Press, Oxford, Marea Britanie
- 1968 Supernovae, New York: Wiley
- 1978 Stars: Their Birth, Life, Death,San Francisco, ISBN 0-7167-0024-7
- 1991 Five Billion Vodka Bottles to the Moon: Tales of a Soviet Scientist, W.W. Norton & Company